# Raytsa
Raytsa (en macédonien Рајца) est un village du sud-est de la Macédoine du Nord, situé dans la municipalité de Resen. Le village comptait 66 habitants en 2002.

## Démographie
Lors du recensement de 2002, le village comptait :
- Macédoniens : 66